# Canoa maratona ai Giochi mondiali 2022 - Distanza corta maschile
La gara di canoa maratona maschile su distanza corta ai Giochi mondiali 2022 si è svolta l'11 luglio 2022 a Birmingham.

## Risultati
| Pos. | Atleta               | Tempo    |
| ---- | -------------------- | -------- |
|      | Mads Brandt Pedersen | 13:50.92 |
|      | Nico Marco Paufler   | 14:01.41 |
|      | Jose Ramalho         | 14:04.06 |
| 4    | Eivind Andreas Vold  | 14:17.88 |
| 5    | Balint Noe           | 14:30.98 |
| 6    | Jeremy Candy         | 14:31.59 |
| 7    | Ivan Alonso          | 14:31.69 |
| 8    | Andy Birkett         | 14:38.68 |
| 9    | Joakim Lindberg      | 14:55.39 |
| 10   | James Russell        | 15:06.98 |
| 11   | Lajos Gyokos         | 15:07.22 |
| 12   | Marco Borgotti       | 15:07.55 |
| 13   | Daan Cox             | 15:11.80 |
| 14   | Petr Mojzisek        | 15:12.07 |
| 15   | Valerii Riabov       | 15:46.15 |
| 16   | Joep Van Bakel       | 15:19.17 |
| 17   | Slawomir Siwiec      | 15:20.83 |
| 18   | Franco Balboa        | 15:22.38 |
| 19   | Jesse Lishchuk       | 16:33.00 |
| -    | Martin Nemcek        | DNS      |